# Wilhelm Mandl
Wilhelm Mandl (* 5. Mai 1910 in Knittelfeld; † 30. November 1978 in Graz) war ein österreichischer Politiker (ÖVP) und Bezirksschulinspektor. Er war von 1969 bis 1970 Abgeordneter zum Österreichischen Nationalrat.

## Leben
Wilhelm Mandl wurde am 5. Mai 1910 als Sohn des Lokomotivführers Peter Mandl (* 8. Juni 1880 in Knittelfeld; † 21. Juni 1951 ebenda) und dessen Ehefrau Hedwig (geborene Waigand; * 18. September 1884) in Knittelfeld geboren und am 9. Mai 1910 auf den Namen Wilhelm getauft. Seine Eltern hatten am 9. Juli 1907 geheiratet; 1914 heiratete der Vater ein weiteres Mal. Seine Großeltern väterlicherseits waren der Fabriksarbeiter Josef Mandl und dessen Ehefrau Maria (geborene Luckner).
Mandl besuchte fünf Klassen einer Volksschule und wechselte danach für vier Klassen an die Bürgerschule in Knittelfeld. Am 12. Juni 1921 wurde er in der Pfarrkirche Leoben-Waasen gefirmt. Er absolvierte danach die Bundeslehrerbildungsanstalt in Graz und war danach als Lehrer und Leiter verschiedener Volks- und Hauptschulen der Steiermark beschäftigt.
Am 29. Mai 1936 heiratete er in Weißkirchen eine Maria Krenn.
Nach dem Zweiten Weltkrieg wurde er bereits 1945 zum Bezirksschulinspektor befördert.
In zweiter Ehe heiratete er am 26. Juni 1967 in Greith bei Pölfing-Brunn kirchlich und standesamtlich eine Hildegard Kropatschek.

## Politik
Im Mai 1934 trat Mandl den Ostmärkischen Sturmscharen bei, wurde aber wegen Betätigung für
die NSDAP entlassen und wegen seiner nationalsozialistischer Einstellung nach Fohnsdorf bei Murau versetzt. Im Juni 1934 trat er der verbotenen NSDAP in Fohnsdorf bei und wurde „Illegaler“. Im Juni 1936 verließ er die Partei, trat aber am 12. Dezember 1937 der SA in Fohnsdorf bei. Im April 1938 erfolgte der Beitritt zur SS. Am 15. Mai 1938 beantragte Mandl die Aufnahme in die NSDAP und wurde rückwirkend zum 1. Mai desselben Jahres aufgenommen (Mitgliedsnummer 6.218.211).
Ab 1955 engagierte sich Mandl politisch als Hauptbezirksgruppenobmann des Österreichischen Arbeiter- und Angestelltenbundes (ÖAAB) und war ab 1956 zudem Hauptbezirksparteiobmann der ÖVP im Bezirk Deutschlandsberg. Er vertrat die ÖVP zwischen dem 26. Juni 1969 und dem 31. März 1970 im Nationalrat.

## Anerkennungen
- Jahr? Berufstitel Regierungsrat